# Peter Wothers
Peter David Wothers é um químico britânico e autor de vários livros para ensino superior. Ele é professor e fellow no Departamento de Química da University of Cambridge e é fellow da St Catharine's College, Cambridge.

## Pesquisa
Ele é co-autor da primeira edição do bem conhecido best-seller Organic Chemistry, junto com Jonathan Clayden, Nick Greeves e Stuart Warren. Seus outros dois trabalhos populares são Why Chemical Reactions Happen e Chemical Structure and Reactivity, escrito junto com James Keeler, que procura combinar os diferentes ramos da química em um todo integrado.
Dr. Peter Wothers também é muito ativo na divulgação da química para o público em geral, e já ganhou prêmios como o Royal Society of Chemistry President's Award em 2011 por sua excepcional contribuição para a sensibilização do público, entregue a ele pelo RSC President David Phillips.
Ele também foi responsável pela organização das Olimpíadas Internacionais de Química por vários anos e foi chefe do 41 ª edição.

## Aparições na mídia
Peter Wothers fez inúmeras aparições na televisão como um especialista em química, nomeadamente como um dos apresentadores da série Discovery Channel "The Big Experiment".
Em dezembro de 2012, ele apresentou uma série de três palestras da Royal Institution Christmas Lectures, intitulada "The Modern Alchemist".
Ele também foi um convidado do Andrew Marr's Start the Week na BBC Radio 4: o episódio foi um especial sobre Ciência no dia 17 de dezembro de 2012. Wothers falou sobre a química moderna e sobre a ciência, juntamente com Ewan Birney, Sanjeev Gupta e Helen Bynum que também foram convidados do programa.